# Sikara Kara
Sikara Kara is een bestuurslaag in het regentschap Mandailing Natal van de provincie Noord-Sumatra, Indonesië. Sikara Kara telt 466 inwoners (volkstelling 2010).